# 숫고양이 무르의 인생관

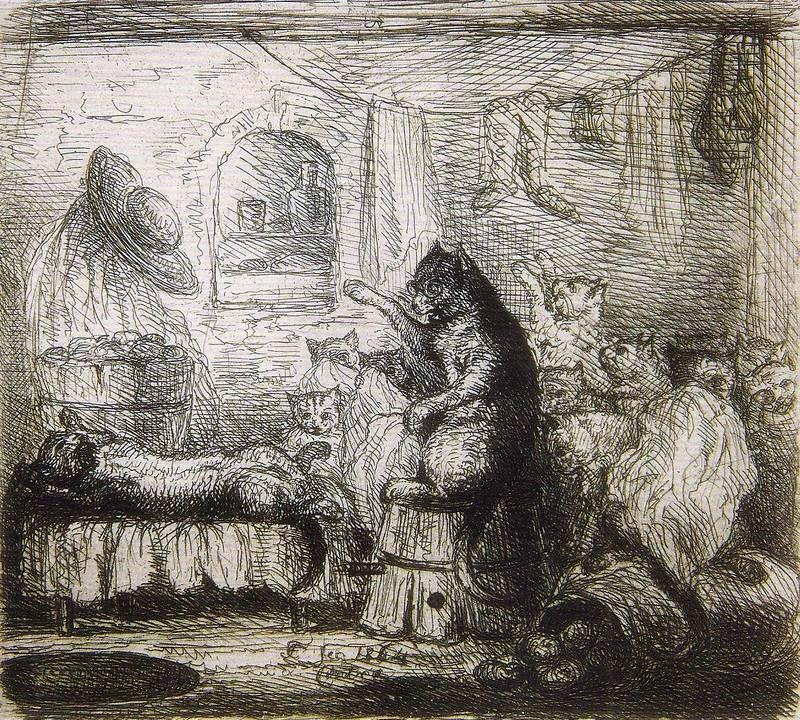
숫고양이 무르의 사망

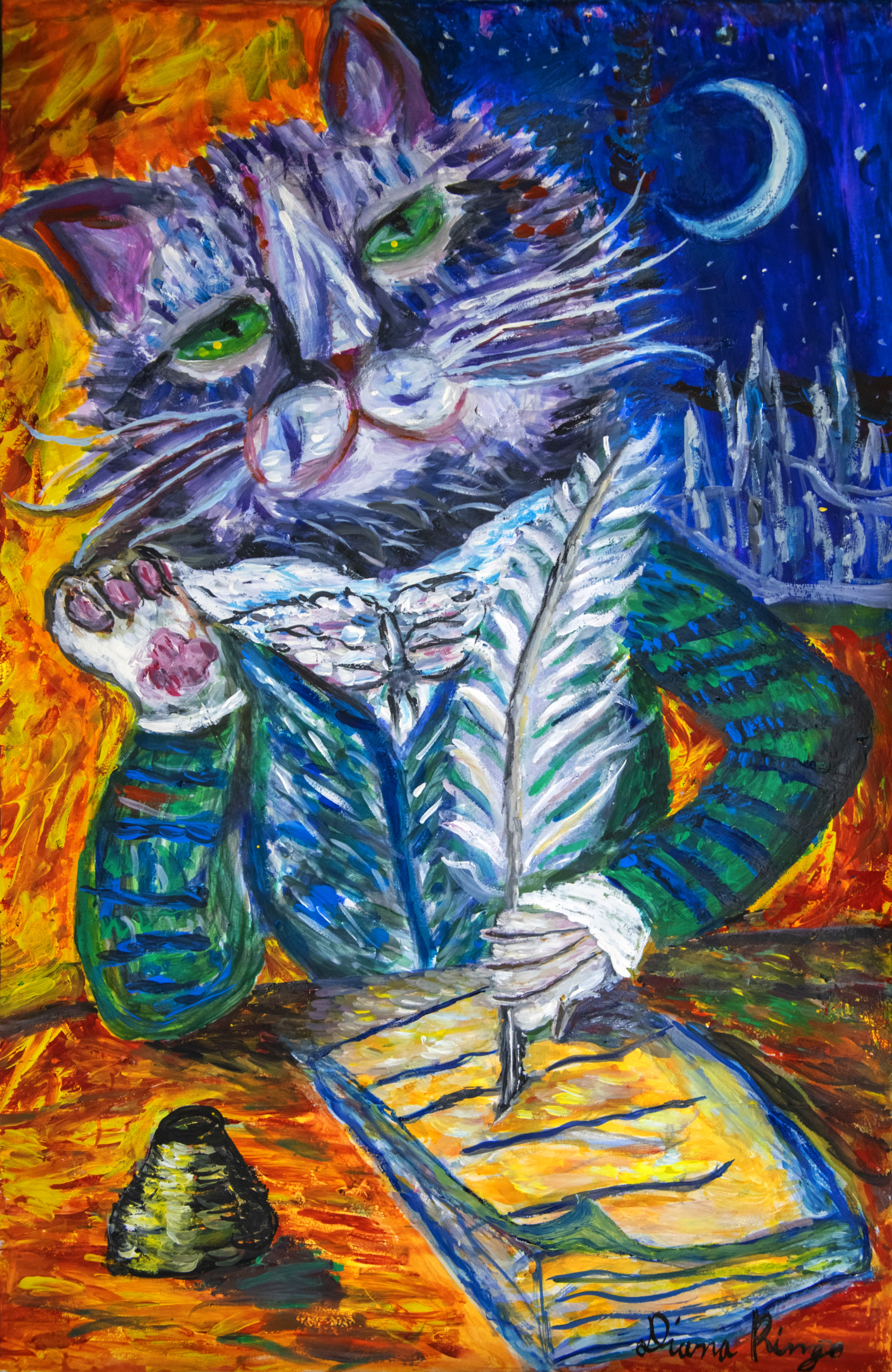

《숫고양이 무르의 인생관》(Lebensansichten des Katers Murr)은 E. T. A. 호프만의 장편소설이다. 제1판은 1819-1821년 출판되었다. <음악당 악장 요하네스 클라이슬러의 전기 단편>이라는 부제가 붙어 있다.
각기 성립사정이 다른 고양이와 인간 두 부분의 자서전이 상호 엮어져 한 덩어리가 되어 있는 구성이다. 클라이슬러에 관한 부분은 작가의 자서전적인 요소가 강하며 1815년까지는 완성되어 있었으나 그 후 자신이 키우는 고양이를 관찰한 경험을 토대로 환상적인 구상을 하였다. 즉 고양이가 자필로 고양이의 인생관을 쓴 것을 추가 삽입하여 그 구성에 자기의 독자적인 낭만주의적 기교를 구사하고 있다. “숫고양이 무르가 자서전을 쓸 때에 저자불명인 악장 클라이슬러의 전기를 되는 대로 찢어 흡인지 대용으로 끼워 두었던 것을 인쇄소에서 잘못 알고 그대로 인쇄를 한 것이다”라는 서문의 해설은 작자의 비꼬려는 의도를 나타내고 있다.
고양이와 인간의 두 개의 생활관을 대조하며 인간이 문명이라는 가면을 쓰고 본성을 망각한 속악한 생활에 빠져 있는 모양을 신랄하게 풍자하고 있는 것이다.